# Miss Mundo 2016
Miss Mundo 2016 (em inglês:  Miss World 2016) foi a 66.ª edição do mais antigo e prestigiado concurso de beleza feminino de origem europeia, realizado anualmente com a presença de mais de cem países ao redor do globo. Devido à sua abrangência, é considerado, junto ao Miss Universo,um dos dois principais certames de beleza feminino do planeta. Este ano a cerimônia de coroação foi realizada dentro do MGM National Harbor, localizado em Oxon Hill,Maryland,que é um dos subúrbios de Washington, D.C., nos Estados Unidos. O mundo conheceu a mais bela no dia 18 de Dezembro ao vivo, com transmissão simultânea pela London Live e E!. No Brasil, o concurso voltou a ter transmissão ao vivo pela Rede Brasil sob o comando do jornalista Evê Sobral. A vencedora foi a porto-riquenha Stephanie del Valle, coroada pela Miss Mundo 2015, Mireia Lalaguna.

## Resultados

### Colocações
| Colocação                                           | País e Candidata |
| --------------------------------------------------- | --- |
| Vencedora                                           | - Porto Rico - Stephanie del Valle |
| 2º. Lugar                                           | - República Dominicana - Yaritza Reyes |
| 3º. Lugar                                           | - Indonésia - Natasha Mannuela |
| Finalistas                                          | - Filipinas - Catriona Gray - Quênia - Evelyn Njambi |
| (TOP 11) Semifinalistas (Em ordem de classificação) | - Estados Unidos - Audra Mari - Brasil - Beatrice Fontoura - Coreia do Sul - Hyun Wang - Bélgica - Lenty Frans - China - Jing Kong - Mongólia - Bayartsetseg Altangerel                                                                                                  |
| (TOP 20) Semifinalistas (Em ordem de classificação) | - Hungria - Tímea Gelencsér - Índia - Priyadarshini Chatterjee - Austrália - Madeline Cowe - Eslováquia - Kristína Činčurová - França - Morgane Edvige - Ilhas Cook - Natalia Short - Gana - Antoinette Delali - Japão - Priyanka Yoshikawa - Tailândia - Jinnita Buddee |

### Ordem dos Anúncios
| 1. China 2. Filipinas 3. Ilhas Cook 4. Mongólia 5. Indonésia 6. França 7. Quênia 8. Estados Unidos 9. Índia 10. Eslováquia 11. Bélgica 12. Porto Rico 13. Austrália 14. Tailândia 15. Brasil 16. Gana 17. Japão 18. República Dominicana 19. Hungria 20. Coreia do Sul | 1. Filipinas 2. Indonésia 3. Bélgica 4. Brasil 5. Quênia 6. Estados Unidos 7. China 8. República Dominicana 9. Porto Rico 10. Coreia do Sul 11. Mongólia | 1. Quênia 2. Porto Rico 3. Indonésia 4. República Dominicana 5. Filipinas |  |  |

## Quadro de Prêmios

### Prêmios Especiais
Diferentemente das etapas classificatórias, estes não contam pontos:

#### Rainhas Continentais da Beleza
| Prêmio              | País e Candidata                       |
| Rainha da África    | - Quênia - Evelyn Njambi               |
| Rainha das Américas | - Estados Unidos - Audra Mari          |
| Rainha da Ásia      | - Indonésia - Natasha Mannuela         |
| Rainha do Caribe    | - República Dominicana - Yaritza Reyes |
| Rainha da Europa    | - Bélgica - Lenty Frans                |
| Rainha da Oceania   | - Austrália - Madeline Cowe            |

#### Escolha da Audiência
| Prêmio | País e Candidata                     |
| 1      | - Mongólia - Bayartsetseg Altangerel |

## Etapas Preliminares
Atividades que contam pontos às candidatas.
| Prêmio              | País e Candidata                                                                                                |
| 1                   | - Indonésia - Natasha Mannuela                                                                                  |
| (TOP 05) Finalistas | - Filipinas - Catriona Gray - Índia - Priyadarshini Chatterjee - Nepal - Asmi Shrestha - Quênia - Evelyn Thungu |

| Prêmio                  | País e Candidata |
| 1                       | - Mongólia - Bayartsetseg Altangerel |
| (TOP 10) Semifinalistas | - Canadá - Anastasia Lin - Chile - Antonia Figueroa - Croácia - Angélica Zacchigna - Filipinas - Catriona Gray - Hungria - Tímea Gelencsér - Letônia - Linda Kinca - Malta - Anthea Zammit - Polônia - Kaja Klimkiewicz - Ucrânia - Oleksandra Kucherenko |

| Prêmio     | País e Candidata                                   |
| 1          | - China - Jing Kong                                |
| 2          | - Indonésia - Natasha Mannuela                     |
| 3          | - República Dominicana - Yaritza Reyes             |
| Finalistas | - França - Morgane Edvige - Quênia - Evelyn Njambi |

| Prêmio                  | País e Candidata |
| 1                       | - Ilhas Cook - Natalia Short |
| 2                       | - Croácia - Angelica Zacchigna |
| 3                       | - Malta - Anthea Zammit |
| (TOP 24) Semifinalistas | - Austrália - Madeline Cowe - Escócia - Lucy Kerr - Estados Unidos - Audra Mari - Ilhas Cayman - Monyque Brooks - Inglaterra - Elizabeth Grant - Gibraltar - Kayley Mifsud - Áustria - Dragana Stankovic - Letônia - Linda Kinca - Nova Zelândia - Karla de Beer - Panamá - Alessandra Bueno - República Checa - Natálie Kotková - República Dominicana - Yaritza Reyes - Singapura - Bhaama Padmanathan - Aruba - Lynette Nascimento - Bulgária - Galina Asenova - Dinamarca - Helena Heuser - Espanha - Raquel Tejedor - Honduras - Kerelyne Campigotti - Hungria - Tímea Gelencsér - Montenegro - Katarina Keković - Uruguai - Romina Trotto |

| Prêmio | País e Candidata            |
| 1      | - Filipinas - Catriona Gray |

## Candidatas
Disputaram este ano, as candidatas de:
| - África do Sul - Ntandoyenkosi Kunene - Albânia - Ëndrra Kovaçi - Alemanha - Selina Kriechbaum - Antígua e Barbuda - Latisha Greene - Argentina - Camila Carusillo - Aruba - Lynette Nascimento - Austrália - Madeline Cowe - Áustria - Dragana Stankovic - Bahamas - Ashley Hamilton - Bélgica - Lenty Frans - Belize - Iris Salguero - Bielorrússia - Polina Borodacheva - Bolívia - Lourdes Suárez - Bósnia e Herzegovina - Halida Krajišnik - Botsuana - Thata Kenosi - Brasil - Beatrice Fontoura - Bulgária - Galina Asenova - Canadá - Anastasia Lin - Cazaquistão - Aliya Mergenbaeva - Chile - Antonia Figueroa - China - Jing Kong - Colômbia - Shirley Ríos - Congo - Andréa Moloto - Coreia do Sul - Hyun Wang - Costa do Marfim - Esther Mémel - Costa Rica - Jessica González - Croácia - Angelica Zacchigna - Curaçao - Sabrina de Castro - Chipre - Maria Morarou - Dinamarca - Helena Heuser - Egito - Nadeen El Sayed - El Salvador - Miriam Cortez - Equador - Mirka Cabrera - Escócia - Lucy Kerr - Eslováquia - Kristína Činčurová - Eslovênia - Maja Taradi - Espanha - Raquel Tejedor - Estados Unidos - Audra Mari - Fiji - Priyanka Pooja | - Filipinas - Catriona Gray - Finlândia - Heta Sallinen - França - Morgane Edvige - Gana - Antoinette Delali - Geórgia - Victoria Kocherova - Gibraltar - Kayley Mifsud - Guadalupe - Magalie Adelson - Guão - Phoebe Palisoc - Guatemala - Melanie Espina - Guiné - Safiatou Baldé - Guiné-Bissau - Marisa Araújo - Guiné Equatorial - Anunciación Esono - Guiana - Nuriyyih Kamal - Haiti - Suzana Sampeur - Honduras - Kerelyne Campigotti - Hungria - Tímea Gelencsér - Ilhas Cayman - Monyque Brooks - Ilhas Cook - Natalia Short - Ilhas Virgens Americanas - Kyrelle Thomas - Ilhas Virgens Britânicas - Kadia Turnbull - Índia - Priyadarshini Chatterjee - Indonésia - Natasha Mannuela - Inglaterra - Elizabeth Grant - Irlanda - Niamh Kennedy - Irlanda do Norte - Emma Carswell - Islândia - Lára Sigurðardóttir - Israel - Karin Alia - Itália - Giada Tropea - Jamaica - Victoria White - Japão - Priyanka Yoshikawa - Letônia - Linda Kinca - Lesoto - Rethabile Tšosane - Líbano - Sandy Tabet - Malásia - Tatiana Kumar - Malta - Anthea Zammit - Maurícia - Véronique Allas - México - Ana Girault - Mianmar - Myat Thiri Lwin - Moldávia - Daniela Marin | - Mongólia - Bayartsetseg Altangerel - Montenegro - Katarina Keković - Nepal - Asmi Shrestha - Nicarágua - Laura Ramírez - Nigéria - Debbie Collins - Nova Zelândia - Karla de Beer - País de Gales - Ffion Moyle - Países Baixos - Rachelle Reijnders - Panamá - Alessandra Bueno - Paraguai - Patricia Krutzman - Peru - Pierina Sue Wong - Polônia - Kaja Klimkiewicz - Portugal - Sofia Viana - Porto Rico - Stephanie del Valle - Quênia - Evelyn Njambi - Quirguistão - Perizat Kyzy - República Checa - Natálie Kotková - República Dominicana - Yaritza Reyes - Romênia - Diana Dinu - Ruanda - Jolly Mutesi - Rússia - Yana Dobrovolskaya - Santa Lúcia - La Toya Moffat - Seicheles - Christine Barbier - Serra Leoa - Aminata Adialin - Sérvia - Katarina Šulkić - Singapura - Bhaama Padmanathan - Sudão do Sul - Akuany Ayuen - Sri Lanca - Amritaa De Silva - Suécia - Emma Strandberg - Tailândia - Jinnita Buddee - Tanzânia - Diana Lukumai - Trindade e Tobago - Daniella Walcott - Tunísia - Meriem Hammami - Turquia - Buse İskenderoğlu - Ucrânia - Oleksandra Kucherenko - Uganda - Leah Kagaza - Uruguai - Romina Trotto - Venezuela - Diana Croce - Vietnã - Trương Thị Diệu |

## Histórico

### Estatísticas
Candidatas por continente:
- Europa: 38. (Cerca de 34% do total de candidatas)
- Américas: 36. (Cerca de 31% do total de candidatas)
- África: 19. (Cerca de 16 do total de candidatas)
- Ásia: 19. (Cerca de 16% do total de candidatas)
- Oceania: 4. (Cerca de 3% do total de candidatas)

| - Antígua e Barbuda - Bielorrússia - Canadá - Congo - Egito - Gana - Guiné-Bissau - Guiné Equatorial - Ilhas Cayman - Ilhas Cook - Israel - Madagascar - Santa Lúcia - Serra Leoa | - Bermudas - Gabão - Macedônia - Namíbia - Noruega - Samoa - São Cristóvão e Neves - Zâmbia - Zimbabue | - Camarões - Julie Nguimfack - Etiópia - Soliyana Assefa - Madagascar - Samantha Todivelo | - Ruanda |  |

## Crossovers
Já possuem um histórico em concursos de beleza internacionais:
| Miss Universo - 2013: República Dominicana - Yaritza Reyes (Top 10) - (Representando a República Dominicana em Moscou, na Rússia) - 2015: Nigéria - Debbie Collins - (Representando a Nigéria em Las Vegas, nos Estados Unidos) - 2018: Filipinas - Cationa Gray (Vencedora) - (Representando as Filipinas em Bancoque, na Tailândia) Miss Internacional - 2014: Mongólia - Bayartsetseg Altangerel - (Representando a Mongólia em Tóquio, no Japão) - 2015: Costa Rica - Jessica González - (Representando a Costa Rica em Tóquio, no Japão) Miss Terra - 2015: Mongólia - Bayartsetseg Altangerel (Top 16) - (Representando a Mongólia em Viena, na Áustria) Miss Rainha do Turismo Internacional - 2015: Nova Zelândia - Karla de Beer - (Representando a Nova Zelândia em Wenzhou, na China) Miss Continentes Unidos - 2014: Costa Rica - Jessica González - (Representando a Costa Rica em Guaiaquil, no Equador) Miss Mundo Universitária - 2016: Costa Rica - Jessica González - (Representando a Costa Rica em Beijing, na China) | Miss Globo Internacional - 2014: Santa Lúcia - La Toya Moffat - (Representando Santa Lúcia em Bacu, no Azerbaijão) Rainha Hispano-Americana - 2013: República Dominicana - Yaritza Reyes (2º. Lugar) - (Representando a República Dominicana em Santa Cruz, na Bolívia) - 2016: Argentina - Camila Macias - (Representando a Argentina em Santa Cruz, na Bolívia) - 2016: Uruguai - Romina Trotto - (Representando o Uruguai em Santa Cruz, na Bolívia) Rainha Internacional do Café - 2015: Costa Rica - Jessica González - (Representando a Costa Rica em Manizales, na Colômbia) - 2016: Nicarágua - Laura Ramírez - (Representando a Nicarágua em Manizales, na Colômbia) Rainha Mundial da Banana - 2016: Haiti - Suzana Sampeur (5º. Lugar) - (Representando o Haiti em Machala, no Equador) Top Model of the World - 2015: Alemanha - Selina Kriechbaum (Top 17) - (Representando o Mar Báltico em El Gouna, no Egito) |